# 1987年5月逝世人物列表
1987年逝世人物列表：1月 - 2月 - 3月 - 4月 - 5月 - 6月 - 7月 - 8月 - 9月 - 10月 - 11月 - 12月
1987年5月逝世人物列表，是用於匯總1987年5月期間逝世人物的列表。

## 依日期排序

### 1日
- 保羅·蓋德爾，93歲，美國殺人犯，美國監獄服刑時間第二長的囚犯。
- 波波·霍洛曼，64歲，美國職業棒球大聯盟（巴尔的摩金莺），心臟病發作。[1]
- 安東尼奧·博爾哈·溫派特（Antonio Borja Won Pat），78歲，關島政治家，關島美國眾議院代表，心臟病發作。[2]
- 迪克·蘇霍夫，57歲，美國NBA籃球運動員（纽约尼克斯）。[3]
- 詹姆斯·薩瑟蘭（James W. Sutherland），69歲，美國陸軍中將。[4]
- 吉田不二雄，99歲，日本藝術家。

### 2日
- 卡爾·大衛斯（Karl Davis），25歲，非裔美國時裝設計師，肺炎。[5]
- 邁克爾·戈弗（Michael Gover），73歲，英國演員（倖存者）。
- John E. Kerrigan，78歲，美國政治家，波士頓代理市長，馬薩諸塞州州長，心臟驟停。[6]
- Harold K. Schneider，61-62歲，美國經濟人類學家，手術併發症。[7]

### 3日
- 喬伊斯·科德（Joyce Coad），70歲，美國電影童星。
- 羅伯托·康塞普西翁，83歲，菲律賓律師，菲律賓首席大法官。
- 黛莉達，54歲，埃及裔法國歌手和女演員（Bambino、Gondolier），自殺。 [8]
- 維奧拉·格羅夫納，74歲，英國貴族，威斯敏斯特公爵夫人，車禍。[9]
- 迪克·凱爾西（Dick Kelsey），82歲，美國動畫藝術總監、主題公園設計師和兒童讀物插畫家。

### 4日
- 保羅·巴特菲爾德（Paul Butterfield），44歲，美國藍調口琴演奏家，歌手和樂隊領隊，吸毒過量。[10]
- 凯瑟琳·戴蒙，56歲，美國女演員（肥皂），卵巢癌。[11]
- 保羅·格羅斯（Paul Groesse），81歲，匈牙利裔美國奧斯卡金像獎獲獎藝術總監，肺炎。[12]
- 哈利盧拉·哈利利，79歲，阿富汗詩人、歷史學家和外交官。[13]
- 康斯坦蒂·耶倫斯基，65歲，波蘭散文家。[14]
- 小尻知博，29歲，朝日新聞日本記者，被謀殺。[15]
- 威爾伯·利特爾（Wilbur Little），59歲，美國爵士貝斯手。
- 邁克爾·米諾，46歲，美國插畫家，星艦奇航記電影的藝術總監。

### 5日
- 休·弗雷澤爵士，50歲，福来莎百货、哈洛德百貨公司和懷特&麥凱家族的英國主席，癌症患者。[16]
- 赫伯特·哈斯勒（Herbert Hasler），73歲，英國皇家海軍陸戰隊中校。[17]
- 艾倫·鐘斯（Allen Jones），46歲，美國唱片製作人和詞曲作者（《Hard to Handle》），心臟病發作。[18]
- 羅伯特·斯坦福·塔克（Robert Stanford Tuck），70歲，英國戰鬥機飛行員和皇家空軍王牌飛行員。[19]
- 菲爾·伍爾珀特（Phil Woolpert），71歲，美國大學籃球教練，肺癌。[20]

### 6日
- 威廉·约瑟夫·卡西，74歲，美國中央情報局局長，腦瘤。[21]
- Muhammadullah Hafezzi，91-92歲，孟加拉國政治家和伊斯蘭領袖。
- Karel Plicka，92歲，捷克斯洛伐克攝影師、電影導演和電影攝影師。
- 大衛·韋茨曼，88歲，英國政治家。[22]

### 7日
- Boom-Boom Beck，82歲，美國職業棒球大聯盟棒球運動員（費城費城人）。[23]
- 科林·布萊克利，56歲，北愛爾蘭演員（東方快車謀殺案、良相佐國），白血病。[24]
- 斯圖爾特·麥金尼，56歲，美國政治家，美國眾議院議員，肺炎（艾滋病）。[25]
- 保羅·波普漢姆（Paul Popham），45歲，美國同性戀權利活動家，愛滋病。[26]
- 達德利·萊德，94歲，英國世襲貴族，上議院議員。[27]
- 卡爾·舒克（Karl Schuke），80歲，德國管風琴製造商。

### 8日
- 瑪喬麗·巴納德（Marjorie Barnard），89歲，澳大利亞小說家和歷史學家。[28]
- 西德尼·科恩（Sidney Cohen），76歲，美國精神病學家，醫學教授和作家，心力衰竭。[29]
- 艾伯塔·蓋伊（Alberta Gay），74歲，马文·盖伊和弗蘭基·蓋伊的美國母親，骨癌。[30]
- 詹姆斯·普利姆索爾爵士，70歲，澳大利亞外交官，塔斯马尼亚州州长，駐美國大使，心臟病發作。[31]
- 多麗絲·斯托克斯（Doris Stokes），67歲，英國「靈性主義者」，「媒介」和作家，腦癌。[32]
- Carl Tchilinghiryan，77歲，德國商人，Tchibo咖啡館的聯合創始人。
- 在拉夫加爾伏擊中喪生的臨時愛爾蘭共和軍（IRA）成員：[33]
  - 德克蘭·亞瑟斯（Declan Arthurs），21歲，北愛爾蘭愛爾蘭共和軍成員，被槍殺。
  - 派翠克·約瑟夫·凱利（Patrick Joseph Kelly），30歲，北愛爾蘭共和軍指揮官，被槍殺。
  - 吉姆·林納（Jim Lynagh），31歲，北愛爾蘭愛爾蘭共和軍成員，被槍殺。
  - 帕德雷格·麥凱爾尼（Pádraig McKearney），32歲，北愛爾蘭共和軍成員，被槍殺。

### 9日
- Obafemi Awolowo，78歲，奈及利亞民族主義者和政治家，奈及利亞西部總理。[34]
- 吉米·克魯格（Jimmy Kruger），69歲，南非律師和政治家，參議院議長。[35]
- 諾埃爾·默裡斯，77歲，英國賽馬訓練師。[36]
- John M. Schiff，82歲，美國投資銀行家，Kuhn， Loeb & Co.合夥人，美國童軍全國主席。[37]

### 10日
- 平泽貞通，95歲，日本蛋彩畫家，被判犯有大規模中毒罪，肺炎。[38]
- Nicolette Macnamara，76歲，英國藝術家和作家。[39]
- 威廉·斯特裡恩茨，86歲，德國低音歌劇歌手。

### 11日
- 詹姆斯·赫蘇斯·安格爾頓（James Jesus Angleton），69歲，美國情報人員和中央情報局（CIA）局長，癌症。[40]

### 12日
- 維克多·費爾德曼（Victor Feldman），53歲，英國爵士音樂家，心臟病發作。[41]
- Chinn Ho，83歲，夏威夷企業家和商人，檀香山星公報（Honolulu Star-Bulletin）的擁有者，心力衰竭。[42]
- Ion Pistol，40歲，羅馬尼亞被定罪的殺人犯，被處決。
- 諾拉·魯巴索娃（Nora Rubashova），78歲，白俄羅斯天主教修女。[43]
- 羅伯特·特林博爾，56歲，澳大利亞商人，毒梟和有組織犯罪人物，心臟病發作。[44]
- Michel Van Wijnendaele，27-28歲，比利時大屠殺犯，槍殺。[45]

### 13日
- Signe Amundsen，87歲，挪威女高音。
- F. R. Crawley，75歲，加拿大電影製片人、電影攝影師和導演。
- 理查·埃爾曼（Richard Ellmann），69歲，美國文學評論家和愛爾蘭作家傳記作家，運動神經元疾病。[46]
- 菲爾·摩爾（Phil Moore），69歲，美國爵士鋼琴家、編曲家和樂隊領隊。[47]
- 伊斯梅爾·里維拉（Ismael Rivera），55歲，波多黎各作曲家和薩爾薩歌手，心臟病發作。
- 福布斯·羅賓遜（Forbes Robinson），60歲，英國貝斯。
- 艾莉·溫特，88歲，德國共產黨員和著名的政治活動家。

### 14日
- 蔡辰洲，40歲，臺灣政治家和商人，肝病。
- 克裡斯·德里格（Kris Derrig），33歲，美國制琴師和音樂家，癌症。
- 丽塔·海华丝（Rita Hayworth），68歲，美國女演員和舞者（吉爾達），阿爾茨海默病併發症。[48]
- Jānis Lipke，87歲，拉脫維亞二戰中猶太人的營救者。[49]
- 盧克·休厄爾，86歲，美國職業棒球大聯盟（克里夫蘭守護者）。[50]
- 伊莉莎白·扎魯比娜（Elizabeth Zarubina），87歲，蘇聯間諜，交通事故。
- Vitomil Zupan，73歲，出生於奧匈帝國的斯洛維尼亞作家。

### 15日
- Wynne Gibson，88歲，美國女演員，腦血栓形成。[51]
- 雷諾·詹森（Raynor Johnson），86歲，英裔澳大利亞超心理學家，物理學家和作家。[52]
- Kalyanakit Kitiyakara，57歲，泰國心胸外科醫生。[53]
- Máire MacNeill，82歲，愛爾蘭記者、民俗學家和翻譯家。[54]
- 巴里·曼納基（Barry Mannakee），39歲，英國皇家保護隊警官，威爾士王妃戴安娜的保鏢，交通事故。[55]
- L. G. Pine，79歲，英國作家，講師和家譜、貴族、歷史、紋章和動物福利研究員。
- Lionel Van Praag，78歲，澳大利亞摩托車賽道冠軍。[56]

### 16日
- 萊昂內爾·庫珀（Lionel Cooper），65歲，澳大利亞國際橄欖球聯盟足球運動員（澳大利亞、哈德斯菲爾德）。[57]
- 弗蘭克·梅伯恩（Frank Mayborn），83歲，美國報紙編輯、出版商和廣播員。[58]
- Ronnie Shakes，40歲，美國脫口秀喜劇演員，心臟病發作。
- 邁克爾·伍德，69歲，英國醫生，癌症。[59]

### 17日
- 威爾伯·科恩（Wilbur J. Cohen），73歲，美國社會科學家和公務員，美國衛生、教育和福利部長。[60]
- 贡纳尔·默达尔，88歲，瑞典經濟學家，諾貝爾經濟學獎獲得者。[61]
- 達德利·夏普（Dudley C. Sharp），82歲，美國空軍部長。[62]

### 18日
- 馬赫迪·阿梅爾（Mahdi Amel），51歲，黎巴嫩馬克思主義哲學家和激進分子，被暗殺。
- Heðin Brú，86歲，法羅群島小說家和翻譯家。[63]
- 侯賽因·法杜斯特（Hossein Fardoust），70歲，伊朗軍官，萨瓦克副負責人，心臟病發作。[64]
- Santo Mazzarino，71歲，義大利歷史學家。

### 19日
- 詹姆斯·埃弗雷特·蔡斯，73歲，非裔美國政治家，斯波坎市長，癌症。[65]
- 哈米德·禮薩·奇特加，38歲，伊朗共產黨政治家，流亡法國，被暗殺。
- Deepak Dhawan，32歲，印度政治活動家，印度共產黨黨員，被謀殺。
- Almerigo Grilz，34歲，義大利政治家和獨立戰地記者，在戰區遇難。[66]
- 亨廷頓·D·謝爾頓（Huntington D. Sheldon），84歲，美國中央情報局（CIA）當前情報局局長，被謀殺。[67]
- 斯坦尼斯瓦夫·蘇卡爾斯基（Stanisław Szukalski），93歲，波蘭裔美國雕塑家和畫家。[68]
- 小詹姆斯·提普奇（Alice Bradley Sheldon），71歲，美國科幻小說和奇幻作家，與丈夫簽訂自殺協定。[69]

### 20日
- 威廉·克莱顿，77歲，美國聖公會主教。[70]
- 哈威·戈德堡，65歲，美國歷史學家和政治活動家，肝癌。[71]
- 赫伯特·雅各斯（Herbert Jacobs），84歲，密爾沃基日報（Milwaukee Journal）美國記者，新聞學教授，癌症。[72]
- 甘派特勞·賈達夫（Ganpatrao Jadhav），79歲，印度自由活動家、記者和作家。
- 愛德華·厄爾·詹森（Edward Earl Johnson），26歲，美國被定罪的殺人犯，被處決。[73]
- 埃爾默·雷，76歲，美國重量級拳擊手。
- George Shibata，60歲，美國軍官、律師和電影電視演員。[74]
- 马思聪，75歲，中國小提琴家和作曲家，在心臟手術中去世。[75]
- 科爾斯頓·沃恩（Colston Warne），86歲，美國經濟學教授。[76]

### 21日
- 阿奇·卡爾，77歲，美國两栖爬行动物学家和生態學家，動物學教授，癌症。[77]
- 小菲尼斯·阿朗佐·克魯奇菲爾德（Finis Alonzo Crutchfield Jr.），70歲，美國神職人員和主教（聯合衛理公會），愛滋病。[78]
- 亞歷杭德羅·雷伊（Alejandro Rey），57歲，阿根廷裔美國演員和電視導演，肺癌。[79]

### 22日
- 帕迪·貝爾頓（Paddy Belton），60歲，愛爾蘭政治家，都柏林市長。[80]
- 桑頓·弗里蘭，89歲，美國電影導演。
- Heinrich Mückter，72歲，德國醫生和藥理學家，開發了沙利度胺。[81]
- 凱德裡奇·裡斯，71歲，威爾士文學記者、編輯和詩人。[82]

### 24日
- 艾倫·撒母耳·巴特勒（Alan Samuel Butler），88歲，英國飛行員，德哈威蘭飛機公司董事長。
- 詹姆斯·德萊尼（James J. Delaney），86歲，美國政治家，眾議院規則委員會主席。[83]
- 赫敏·金戈爾德（Hermione Gingold），89歲，英國女演員，心臟病併發肺炎。[84]
- 齊格蒙德·克萊因（Siegmund Klein），85歲，德國出生的美國健美運動員和雜誌出版商，癌症。[85]
- 拉霍斯·利蓋蒂（Lajos Ligeti），64歲，匈牙利東方學家和語言學家。[86]
- Thomas Burdett Money-Coutts，85歲，英國同齡人。
- 歐根·雷吉斯（Eugen Relgis），92歲，羅馬尼亞作家和和平主義哲學家。

### 25日
- 查理·布洛克，71歲，美國NFL足球運動員（绿湾包装工）。[87]
- 溫思羅普·布朗（Winthrop G. Brown），79歲，美國律師和外交官，美國駐韓國和寮國大使。[88]
- 休·萊斯特·坎貝爾（Hugh Lester Campbell），78歲，加拿大皇家空軍元帥和政治家。[89]
- 彼得·科，58歲，英國電影和戲劇導演兼演員。[90]
- 彼得·傑拉爾德·查理斯·狄更斯（Peter Gerald Charles Dickens），70歲，二戰期間的英國皇家海軍軍官。[91]
- 赫爾曼·格洛克納（Hermann Glöckner），98歲，德國畫家和雕塑家。
- 小威廉·凯利·哈里森（William Kelly Harrison Jr.），91歲，美國陸軍軍官。[92]
- Don Sidle，40歲，美國ABA籃球運動員（邁阿密佛羅里達人）。[93]
- Paweł Tuchlin，41歲，波蘭連環殺手，被絞死。

### 26日
- 陈惠珍，62歲，中國出生的馬來西亞歌舞表演者。
- 阿爾文·杜克·錢德勒，84歲，美國海軍軍官，威廉瑪麗學院院長。[94]
- Paul Rimstead，51-52歲，加拿大記者（多倫多太陽報），出血。[95]
- Arthur M. Sackler，73歲，美國精神病學家和藥品行銷商，心臟病發作。[96]
- 羅伯特·威爾金斯（Robert Wilkins），91歲，美國鄉村藍調吉他手和歌手。
- Ajita Wilson，37歲，美國跨性別女演員，腦出血。

### 27日
- 阿爾文·尤里希（Alvin C. Eurich），84歲，美國教育家，纽约州立大学（State University of New York）校長。[97]
- Colin McCahon，67歲，紐西蘭藝術家。[98]
- 约翰·霍华德·诺思罗普，95歲，美國生物化學家，諾貝爾化學獎獲得者，自殺。[99]
- 理查·布魯斯·紐金特，80歲，美國作家和畫家。[100]
- 法特梅·巴列維（Fatemeh Pahlavi），58歲，伊朗王室成員，癌症。[101]

### 28日
- 萊昂·蘭伯特（Léon Lambert），58歲，比利時銀行家和藝術收藏家，愛滋病患者。[102]
- 查理斯·盧德拉姆，44歲，美國演員、導演和劇作家，肺炎（愛滋病）。[103]
- 亞瑟·松（Arthur Matsu），83歲，美國NFL足球運動員（代頓三角隊）和教練。[104]

### 29日
- Jean Delay，79歲，法國精神病學家、神經學家和作家。[105]
- Vettam Mani，65歲，印度學者和作家。
- 查蘭·辛格，84歲，印度總理，心血管衰竭。[106]
- 菲利斯·泰特（Phyllis Tate），76歲，英國作曲家。

### 30日
- 弗兰克·卡尔森，94歲，美國政治家，美國眾議院和參議院議員。[107]
- 艾略特·霍奇金，81歲，英國畫家。
- 石川美雪，90歲，日本助產士、房地產經紀人和連環殺手。
- Honorino Landa，44歲，智利國際足球運動員（艾斯潘诺拉联合体育俱乐部、智利國家足球隊），癌症。[108]
- 弗兰克·里希特，71歲，美國政治家，羅德島州州長，癌症。[109]
- Hallam L. Movius，79歲，美國考古學家。[110]
- 特克·墨菲（Turk Murphy），71歲，美國長號手和樂隊領隊，骨癌。[111]
- 諾曼·尼科爾森（Norman Nicholson），73歲，英國詩人。[112]
- 希爾德·魏斯納（Hilde Weissner），77歲，德國女演員。

### 31日
- 约翰·亚伯拉罕，49歲，印度電影製片人，短篇小說作家和編劇，跌倒併發症。
- 傑里·阿代爾，50歲，美國職業棒球大聯盟球員（巴尔的摩金莺），肝癌。[113]
- Hubert Raymond Allen, 68, British Royal Air Force officer.[114]
- 休伯特·雷蒙德·艾倫（Hubert Raymond Allen），68歲，英國皇家空軍軍官。
- Charles Drew，70歲，英國心胸外科醫生，喉癌。[115]
- 威爾伯·埃文斯 （Wilbur Evans），81歲，美國演員和歌手。[116]
- 格特魯德·鐘斯·霍克，83-84歲，美國糖果製造商和企業家。
- 科爾拜因·勞林（Kolbein Lauring），72歲，二戰期間的挪威抵抗運動成員。[117]
- 多蘿西·派翠克，65歲，加拿大出生的美國電影女演員（直到雲層滾過），心臟病發作。[118]
- 羅伊·溫莎，75歲，美國肥皂劇作家，創作者，製片人和推理小說家（尋找明天、熱愛生活），心臟病發作。[119]

### 日期不詳
- 桑尼·哈內特（Sunny Harnett），63歲，美國模特和女演員，在火災中受傷。
- 印度空軍准尉Dev Raj Singh Thakur殺死了殺害圣雄甘地的兇手。[120]